# 青山正明
青山正明（日语：／ Aoyama Masaaki，1960年6月27日—2001年6月17日），日本編輯、作家、東京公司的代表、鬼畜系雜誌書《危險1號》的初代總編。本名為大塚雅美。
他是一位涉獵範圍甚廣的鬼畜系作家——物質濫用、蘿莉控、嗜糞癖、畸形、邪典电影、技術流行音樂、神秘学、迷幻音乐、異端思想、精神世界等地下文化，其都有所著墨。展演空間「新宿Loft」的創辦人平野悠表示，青山對1980至1990年代的次文化有著相當大的影響，並讚揚其在編輯界當中仍為數一數二的「稀世奇才」。
他在擇寫物質濫用的相關文章時，會以享樂主義者的角度去撰寫之，並在當中融合自己的實踐經歷和藥學知識。2001年6月17日，青山在家中自縊身亡，終年40歲。

## 生平
1960年6月27日，青山正明在神奈川縣橫須賀市出生。父親是海上自衛官，母親則對青山十分溺愛。青山在就讀小三時，父親給他買了一本南山宏的著作《超自然之謎》（超自然のなぞ），使之開始對恐怖事物、神秘學、超常現象產生強烈興趣。雖然他沒花太多心思在學習上，但其成績依然不錯。他在校內因能於25秒內把乘法表{\displaystyle 9\times 9}以內的答案算出，而小有名氣。他在學校成績表上經常拿下首五名。到了初中，他亦連續2年取得統一模擬試的縣內榜首。

### 創立《突然變異》
1981年4月，青山在慶應義塾大學法學部就讀期間，創立了校園雜誌《突然變異》（突然変異）。《突然變異》打從一開始就刊登有關偷拍小学和歧视语的填字游戏（完成後會出現皇太子的樣子），之後亦涉獵各種各樣的禁忌題材，比如身心障礙、畸形、物質濫用、蘿莉控、揶揄日本皇室。青山在創刊號的編輯後記中寫道：
對我而言，激進才是手段。極端才是美。極限才是真實。這類型的表達要怎樣才能在雜誌中體現出來呢？先把人惹怒了才想吧。

之後《突然變異》便成了暢銷雜誌，並成功借助蘿莉控熱潮獲得大眾媒體的關注。不過其評價較為兩極——雖有一部分鐵桿忠粉極力支持這份雜誌，但亦有一些像椎名誠般的反對者對之表示嫌惡。其在《朝日新聞》上寫道：「這種雜誌就是典型的有病雜誌。垃圾雜誌、曱甴雜誌。散播黴菌的雜誌。書店應再好好檢查一下內文，然後決定處理方式」。铺天盖地的抗议和威胁电话亦於其後接踵而至，致使書店拒絕再把其上架。最終《突然變異》在推岀了四期後便被迫停刊。《突然變異》編輯部亦在雜誌內刊登了一篇批評椎名的文章：
不論是立在萬人之上的天皇，還是弱小的智能障礙兒童，我們都會平等地拿來開玩笑。因此我們可以明確地表示，這裡不存在任何形式的歧視。而且我們還是嘗試將一切平等看待。如果你打著『良知』的旗號攻撃我們，那麼我們可以說，我們也有屬於我們的『良知』。
1982年2月，青山連同《突然變異》編輯部的其他成員一起在《週刊Playboy》和《Hey!Buddy》上發表公開挑戰書，邀請椎名在上野动物园的长颈鹿園區前決鬥。而此事以「惟名一直沒現身」的結果作結。

### 蘿莉控熱潮
1981年10月，高取英把《突然變異》第二期的〈六年四班學級新聞〉（六年四組学級新聞）看畢後，便決定向男性向綜合雜誌《Hey! Buddy》的總編高桑常壽推薦青山，由其負責撰寫雜誌的一部分內容。他向《Hey!Buddy》寄出了一篇有關蘿莉的文章〈HOW TO LOLITA〉，並於12月號成功刊登。
由青山跟《突然變異》的編輯谷地淳平一起負責的文章〈六年四班學級新聞〉之後亦開始在《Hey! Buddy》上連載。《Hey! Buddy》在文章連載期間走向了蘿莉控路線，成為蘿莉塔綜合資訊雜誌，以及蘿莉控熱潮的主力推手。〈六年四班學級新聞〉於1982年9月號結束連載。到了10月號，青山則改為負責「Flesh Paper」（肉新聞）一欄。青山在該欄除了會涉獵蘿莉控相關內容外，還會撰寫跟物質濫用、畸形、邪典电影有關的內容。青山同時還會在《蘿莉控大全集》（ロリコン大全集）、《Pepi》（ぺぴ）、《Video蘿莉塔》（VIDEOロリータ）、《蘿莉塔狙擊手》（ロリータスナイパー）、《争夺蘿莉塔》（ロリータスクランブル）、《Nymph Lover》（にんふらばあ）等蘿莉控雜誌上執筆。
青山在日本首部蘿莉塔影片《步美11歲 細小的誘惑》（あゆみ11歳 小さな誘惑，1982年8月發售）中扮演一個被少女吸引的青年。青山表示，即使這部作品的售價高達3萬日元，但預制的4000部錄影帶亦能全部賣出。
他在大學畢業後，便輾轉加入了幾間公司。1984年11月，青山以自由作家的身份獨立。
之後其開始在雜誌《比利》和《Nymph Lover》上執筆，並在1985年春天創刊的嗜糞系色情雜誌《Philiac》（フィリアック）上擔任總編。接著他還為《嗜糞癖》（スカトピア）、《嗜糞癖Special》（スカトロスペシャル）、《嗜糞Labia》（コプロラビア）、《Female》（フィーメール）、《Maspet》等嗜糞系雜誌撰寫文章。
不過由於《Hey! Buddy》在1985年11月廢刊，所以青山在這段期間很少再撰寫跟蘿莉控有關的文章。而《Hey! Buddy》的廢刊原因則在於其9月増刊號《蘿莉控LAND 8》被警視廳保安一課下令回收禁售——此一事件帶出了在當局眼中，「少女的陰裂可被認定為淫穢物」的訊息。清岡純子的少女裸體寫真集《小蕃茄 42》（プチトマト 42）亦在1987年面臨同樣命運。

### 《Hey! Buddy》廢刊後
1985年11月，青山創立了以異端文化為主題的色情雜誌《魔宴》（サバト）。他請來了高杉彈、永山薰、秋田昌美、丸尾末廣、蛭兒神建、日野日出志、栗本慎一郞等作家於當中執筆。雜誌的涉獵範圍很廣——當中有文章以跟孕婦從事SM和嗜糞行為為主題；此外亦觸及了動物戀、屍體、畸形、妖怪、魔法、酷刑、獵巫、黑魔法、物質濫用、蘿莉控、恐怖電影等各種各樣的題材。雜誌的副標題為「超變態世紀末虐待史」。這本雜誌在推出了第一期之後便停刊。
1986年春天，JICC出版社（現在的宝岛社）原定要推出青山的首本單行本，但最終腰斬有關計劃。該本單行本以介紹各種邪典电影和恐怖電影為主軸。青山在同年加入了大正屋出版，於當中負責成人漫画雜誌《阿修羅》、《Charisma》（カリスマ）的編輯工作。
青山在大正屋出版破產後，轉而負責股份投资資訊雜誌《產業與經濟》（産業と経済）的編輯工作，並在《Crash》、《BACHELOR》等雜誌上再度連載專欄「Flesh Paper」（肉新聞）。在此段期間，他亦不斷在不同的雜誌上發表電影評論。1987年5月，青山為人代寫了一篇文章〈艾滋病的最新消息和安心生活法〉（エイズ最新情報と怖くない生活法）。

### 創立東京公司
1990年，青山在擔任特殊旅行雜誌《诡异》（エキセントリック）的編輯時，認識了之後成為自己助手的吉永嘉明。《诡异》的大多數編輯接下來加入了由青山開辦的東京公司，其為出版社datahouse旗下的分公司。他們之後以東京公司的名義負責《成人玩具完全使用手冊》（アダルトグッズ完全使用マニュアル）的編輯。並擇寫《泰国讀本》、《裏泰国讀本》等雜誌書。
1992年，青山推出了其人生首本單行本《危险的藥物》（危ない薬），其以物質濫用的實用知識為主要內容，並號稱自己「試過作中所有的藥物」。其在物質濫用者中相當受歡迎，賣出過15萬本。

### 創立《危險1號》
1995年7月，青山創立了鬼畜系雜誌書《危險1號》。這本雜誌書十分受歡迎，並使得青山成為鬼畜系的主力推動者。不過他在校對完第1卷之前便因涉嫌違反《大麻取締法》而被捕。他最終被判處缓刑，同年8月獲準保釋。青山在被捕後便不再從事出版相關工作，亦不去出席公司會議，成為幾乎整天足不出戶的蟄居族。
1994年11月，青山患上了多发性缺血性脉络膜病变——此病極為罕見，在當時日本全國只有50宗左右的病例。此一經歷成為了青山沉迷於精神世界的原因之一。
青山亦於此時開始對鬼畜系熱潮持負面評價，認為它們過於粗製濫造。
同年，他在《危險1號》第3期的編輯工作進行到一半時，突然放棄總編的職務。吉永嘉明於是便頂替之，繼續進行餘下的編輯。東京公司之後被datahouse完全吸收，整間公司不復存在。青山在轉職到總公司後亦因重度抑鬱和物質濫用而整天留在家，不去公司上班。他最終就這樣把工作辭掉。

### 晩年
2000年6月，闊別出版界已久的青山向《BURST》投稿了一篇文章，有關內容在9月號上刊登。當中他提倡一種以心理神经免疫学、分子生物学、佛教的四谛為基礎的幸福論。他在接受杂志采访时稱：「現在鬼畜系已經沒什麼新鮮感了，接下來我會走治癒系路線」。
2001年6月17日，青山在家中吃過自己喜歡的紅色豆皮烏龍麵後，自縊身亡。終年40歲。

## 人物
- 在日本經濟泡沫期期間，青山每個月至少去一次泰国。其主要目的是為了跟童妓發生性行為和吸食海洛因[32]。
- 學生時代的青山甚愛閲讀[33]。
- 他喜歡的GARO系漫畫家是根本敬和山野一是[34]。
- 同樣推動了鬼畜系熱潮的村崎百郎在追悼文上寫道：「青山本性純良，絕不像我般對任何人都以惡相待。《危險1號》的鬼畜成分全都怪我」[35]。
- 吉永嘉明評價青山為「日本第一媽寶」、「與其說他是個變態，倒不如說他很喜歡變態事物」、「與真正的鬼畜相比，他的共情能力實在太高了」[28]。